# 1383

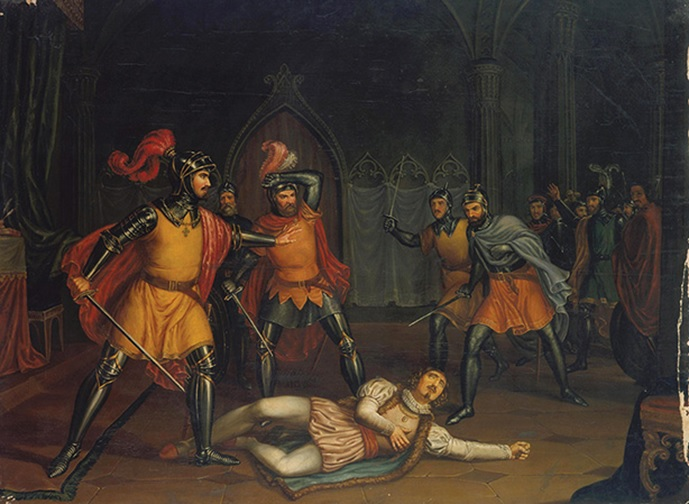
moord op Andeiro

Het jaar 1383 is het 83e jaar in de 14e eeuw volgens de christelijke jaartelling.

## Gebeurtenissen
maart
- maart - Verdrag van Salvaterra: Beatrix, dochter en enig kind van Ferdinand I van Portugal zal trouwen met Johan I van Castilië. Hun eerste zoon zal erfgenaam worden als Ferdinand zonder erfgenaam sterft

mei
- mei - Het huwelijk tussen Johan I van Castilië en Beatrix van Portugal vindt plaats.

juni
- 8 juni-8 augustus - Beleg van Ieper: Engelse troepen en Gentse opstandelingen belegeren Ieper. Ieper houdt stand.

september
- Koning Karel VI van Frankrijk neemt het plaatsje Sint-Winoksbergen in en brandt het plat.

oktober
- 22 - Ferdinand I van Portugal overlijdt. De elfjarige Beatrix wordt koningin met haar moeder Leonor Teles de Menezes als regentes. Johan I van Castilië roept zichzelf als haar "echtgenoot" uit tot koning van Portugal

december
- 6 - Onder leiding van Johan van Aviz, onecht halfbroer van Ferdinand I en troonpretendent, wordt João Fernandes Andeiro, de minnaar van Leonor Teles de Menezes, vermoord.
- 16 - Johan van Aviz wordt uitgeroepen tot regent en Verdediger van het Koninkrijk.
- 20 - Johan I valt Portugal binnen om zijn vermeende recht op de Portugese troon te doen gelden.

zonder datum
- Murat I van het Osmaanse Rijk krijgt officieel de titel sultan van de kalief van Caïro.
- In de Orde van Sint-Jan stellen Rome-getrouwen Riccardo Caracciolo aan als tegen-grootmeester tegen de Avignon-getrouwe Juan Fernandez de Heredia.
- Synode van Campen: Leken mogen in het bisdom Utrecht niet meer prediken. Hoewel hij niet bij name genoemd wordt, is dit bedoeld als actie tegen kerkhervormer en boeteprediker Geert Grote.
- In de strijd tussen de opstandige Gentenaren en graaf Lodewijk van Male worden diverse Vlaamse steden geplunderd.
- Petrus Naghel finaliseert zijn Hernse Bijbel. (vermoedelijke jaartal)
- Stadsbrand van Münster.
- De bouw van de Bastille Saint-Antoine wordt voltooid.
- oudst bekende vermelding: Schadewijk (Schaijk), Tichvin

## Opvolging
- Abbasiden (kalief van Caïro) - al-Mutawakkil I opgevolgd door al-Wathiq II
- Achaje - Jacob van Baux opgevolgd door Karel III van Napels
- Brunswijk-Grubenhagen - Albrecht I opgevolgd door zijn zoon Erik I van Brunswijk-Grubenhagen onder regentschap van diens oom Frederik I van Brunswijk-Osterode
- Japan - Chokei opgevolgd door zijn halfbroer Go-Kameyama
- Luxemburg - Wenceslaus I opgevolgd door zijn neef koning Wenceslaus
- Mecklenburg - Hendrik III opgevolgd door zijn broer Magnus I en zijn zoon Albrecht IV
- Morea - Mattheüs Asanes Kantakouzenos opgevolgd door zijn zoon Demetrios I
- Naxos - Niccolò III dalle Carceri opgevolgd door
- koninkrijk Portugal - Ferdinand I opgevolgd door zijn dochter Beatrix onder regentschap van dier moeder Leonor Teles de Menezes
- Savoye - Amadeus VI opgevolgd door zijn zoon Amadeus VII
- Tarente - Jacob van Baux opgevolgd door Otto van Brunswijk-Grubenhagen
- Walachije - Radu I opgevolgd door zijn zoon Dan I (jaartal bij benadering)

## Afbeeldingen

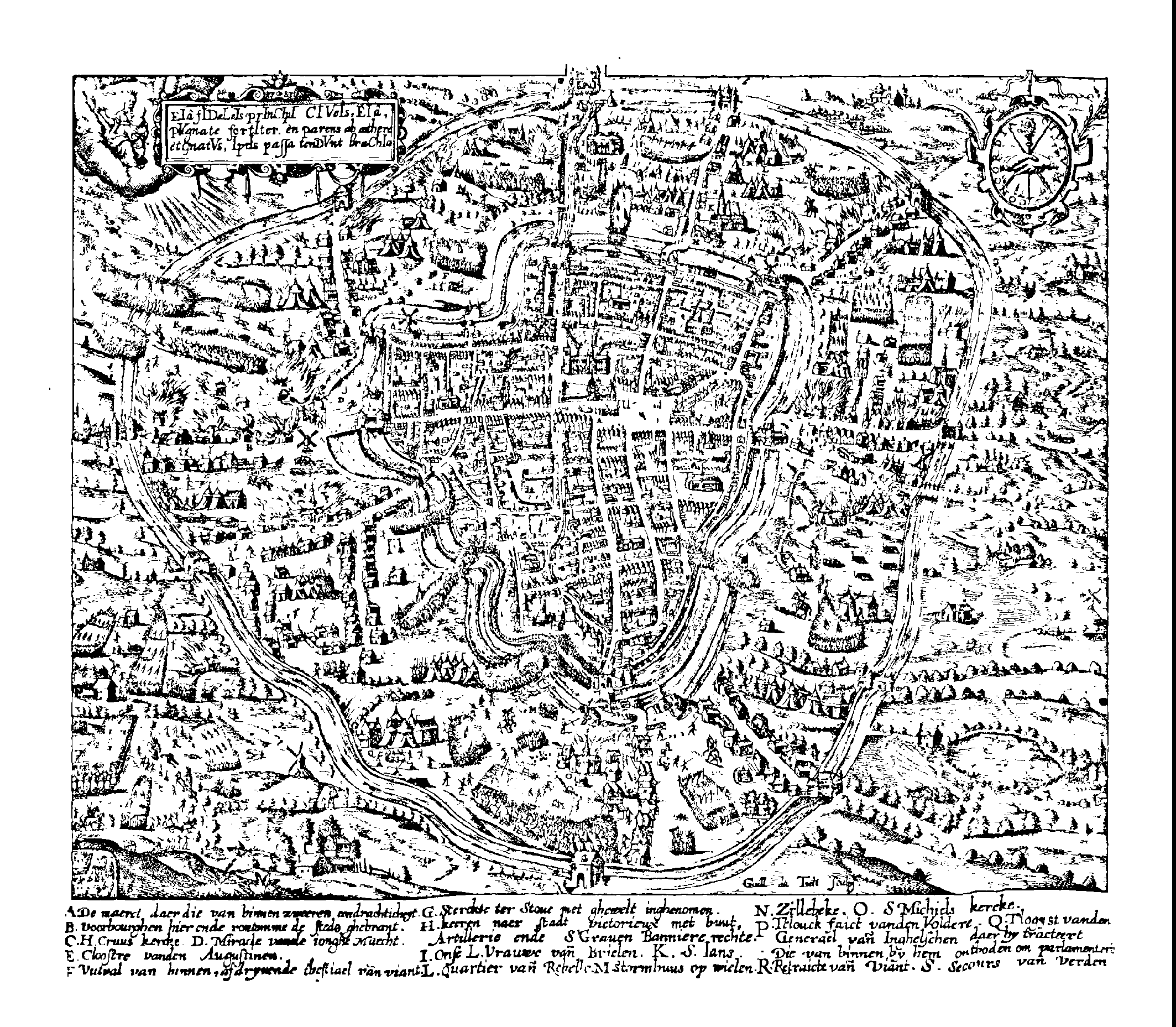
Beleg van Ieper
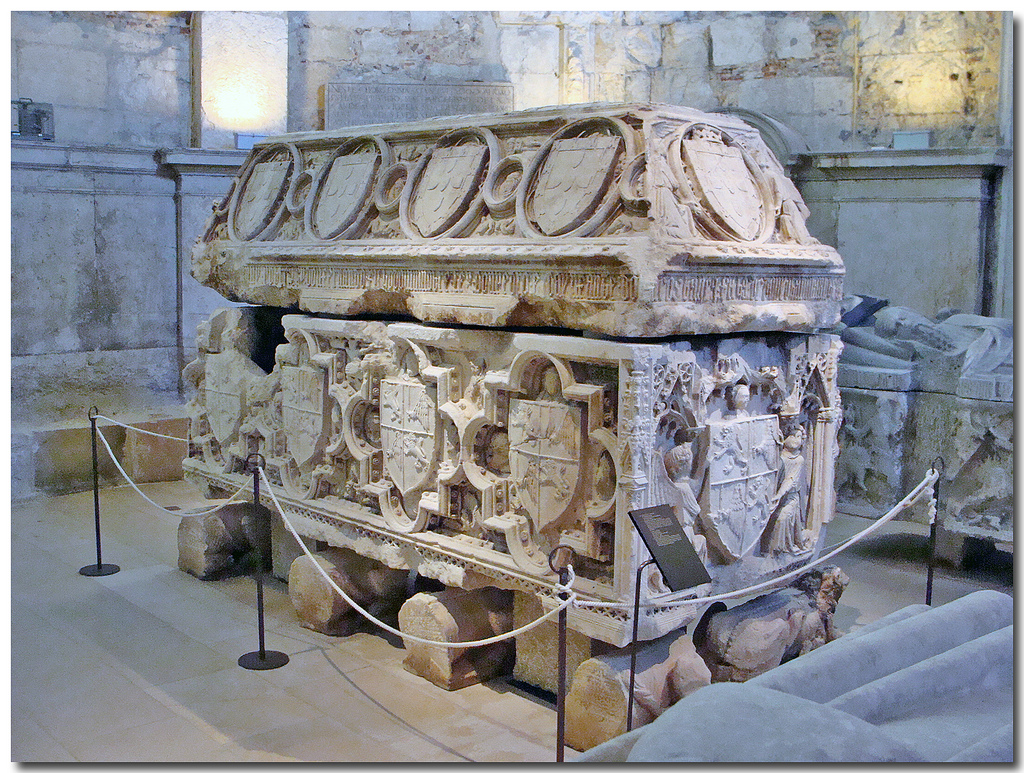
Graftombe van Ferdinand I van Portugal
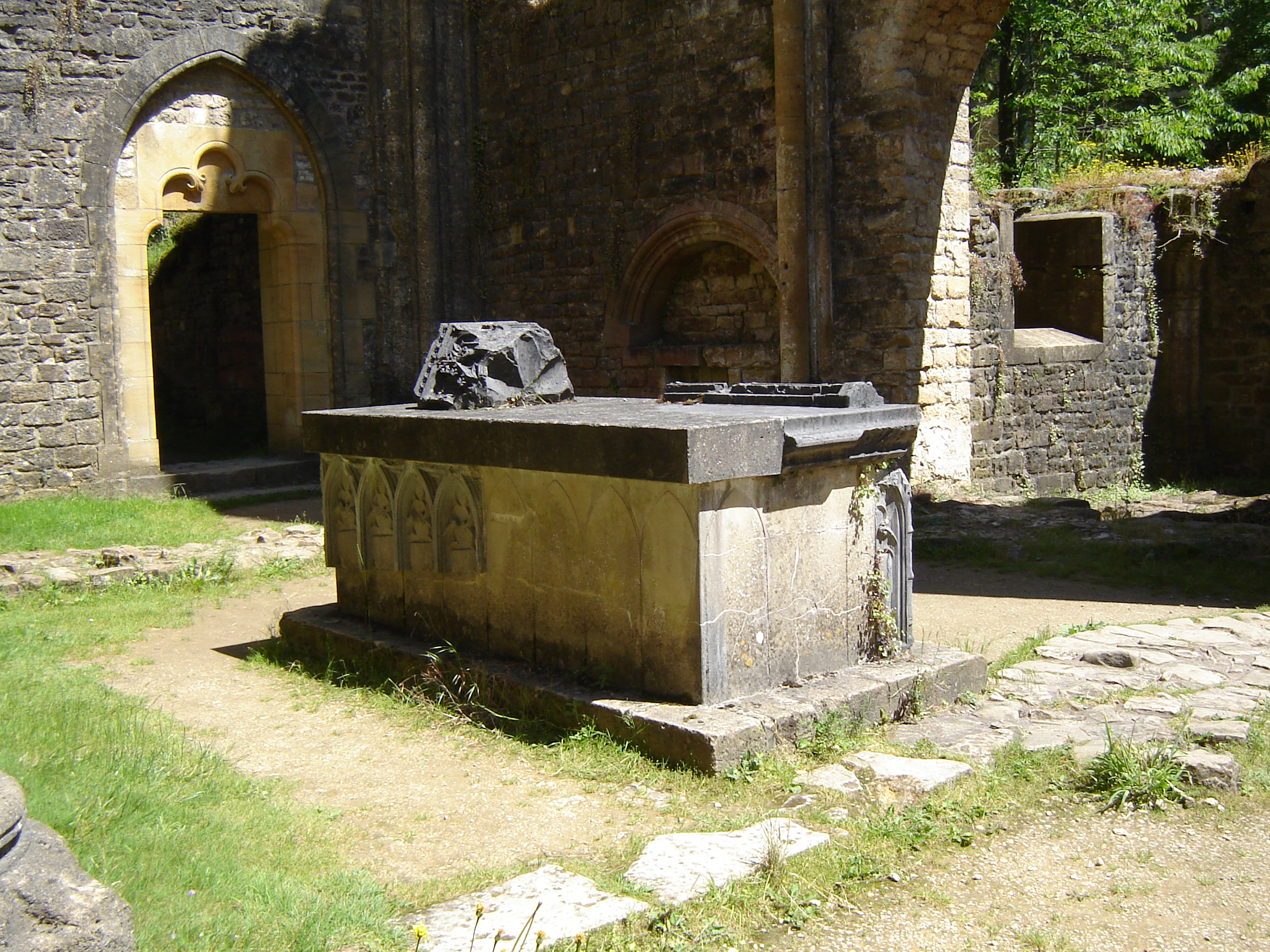
Graftombe van Wenceslaus I van Luxemburg
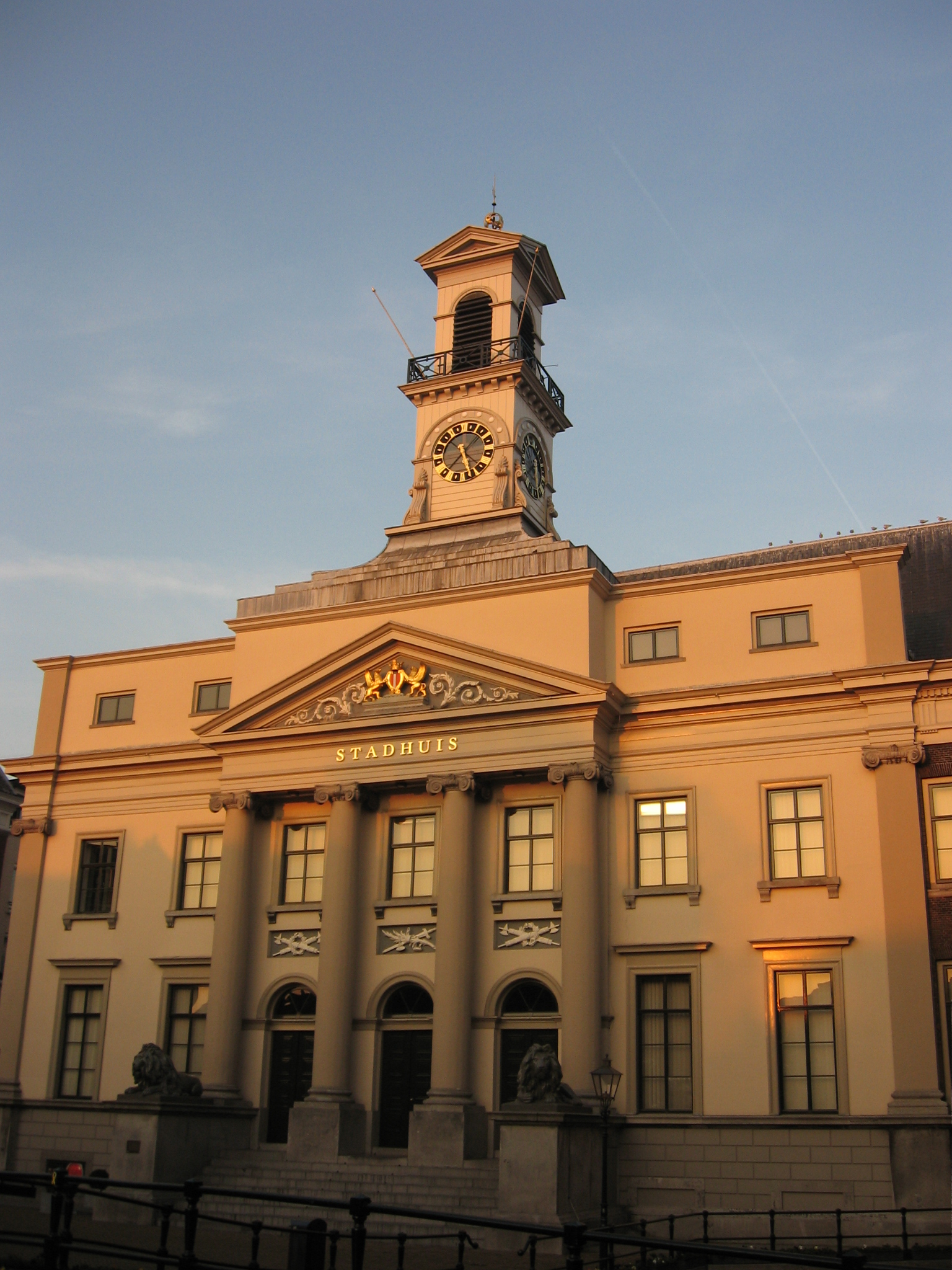
Stadhuis, Dordrecht, gebouwd in 1383 als markthal
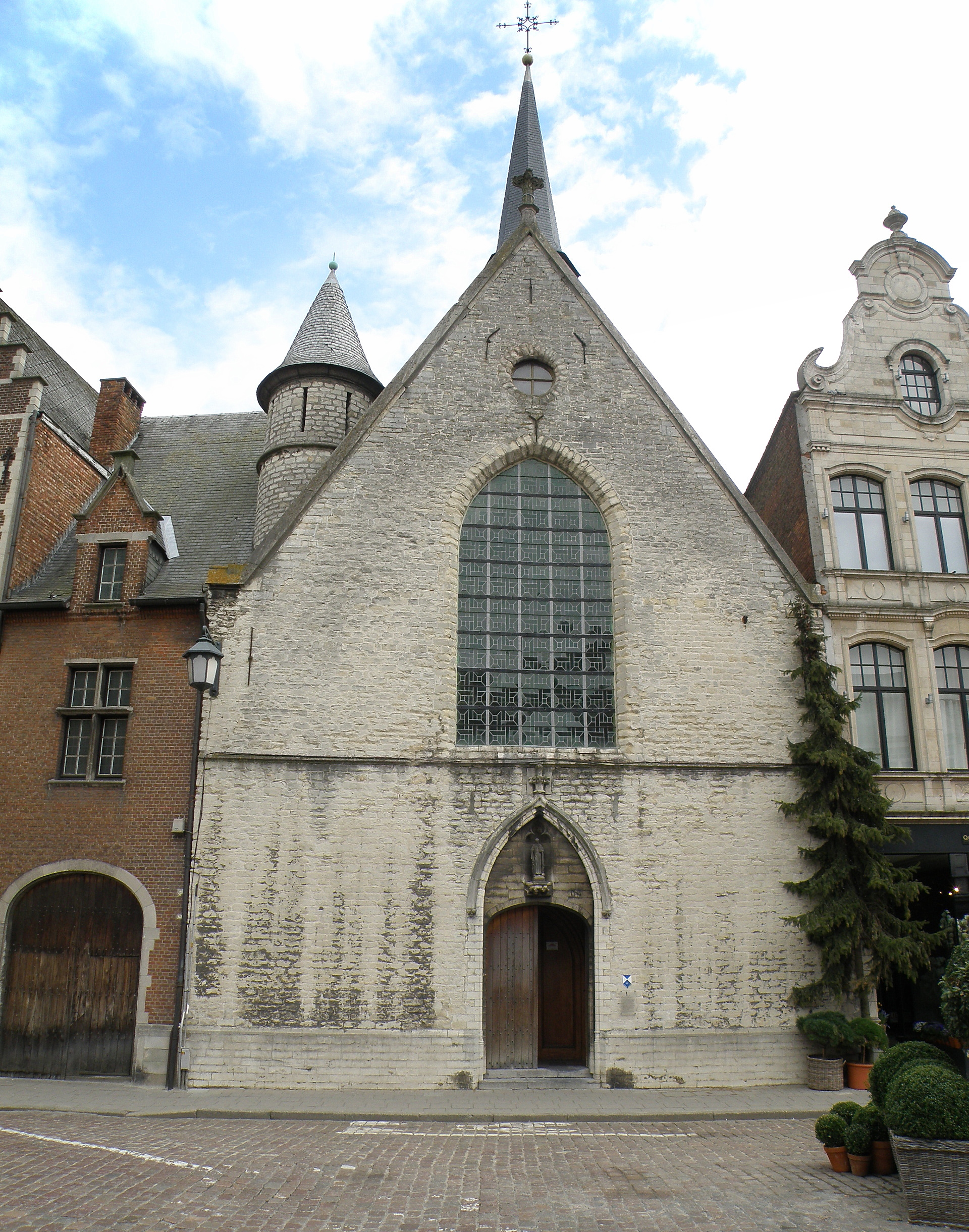
Sint-Jacobskapel, Lier, gesticht 1383
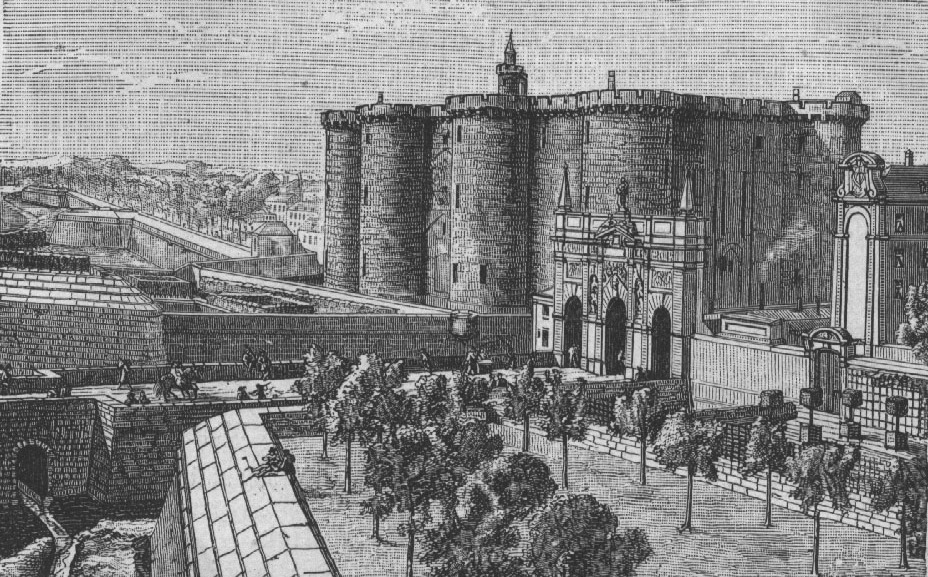
Bastille Saint-Aintone

## Geboren
- 30 april - Anne van Gloucester, Engels edelvrouw
- 4 september - Felix V, tegenpaus (1439-1449)
- Dirk van der Merwede, Nederlands edelmansd
- Eugenius IV, paus (1431-1447)
- Johan van Palts-Neumarkt, Duits edelman
- Albrecht III, keurvorst van Saksen (jaartal bij benadering)
- Masolino da Panicale, Italiaans schilder (jaartal bij benadering)

## Overleden
- 1 maart - Amadeus VI (49), graaf van Savoye
- 24 april - Hendrik III (~45), hertog van Mecklenburg
- 2 mei - Peter van Santamans, Aragonees geestelijke en staatsman
- 22 oktober - Ferdinand I (37), koning van Portugal (1367-1383)
- 8 december - Wenceslaus I (46), graaf en hertog van Luxemburg (1353/1355-1383)
- 23 december - Beatrix van Bourbon (~63), echtgenote van Jan de Blinde
- Albrecht I van Brunswijk-Grubenhagen (~44), Duits edelman
- Galceran van Besora, Aragonees monnik en staatsman
- Iperius, Vlaams kroniekschrijver
- Jacob van Baux, vorst van Tarente (1374-1383) en Achaje (1380-1383)
- Mattheüs Asanes Kantakouzenos, despoot van de Morea (1380-1383)
- Rolpey Dorje (43), Tibetaans geestelijk leider
- Liubartas, Litouws edelman (jaartal bij benadering)
- Radu I, woiwode van Walachije (1377-1383) (jaartal bij benadering)